# Краснополье (Кировская область)
Краснополье — деревня в Сунском районе Кировской области России. Входит в состав Кокуйского сельского поселения.
Расположена в 10 км к северо-западу от районного центра, на левом берегу Суны.
| 2010 |
| ---- |
| 394  |

## История
Почва — красная глина, жители называют свои поля красными, отсюда название «Краснополье». Ещё в конце XIX там было три поляны: Верхнее Поле, Среднее Поле, Нижнее Поле, кругом лес. Под угором бежала речка Красная, которая питалась от трёх родников. В 1890 году в деревне было 26 домов, учились грамоте в частном порядке. В 1926 году — 33 дома, стояли на одну сторону, окнами на юго-запад. Число жителей — 175 человек. В 1930 году стало 37 хозяйств, из деревни Малые Клесты (ныне территория кооператива «Известняк») переведена начальная школа. Колхоз «Краснопольский» образовался в 1931 году В годы Великой Отечественной войны погибло более 20 жителей деревни. Колхоз за многие годы неоднократно менял название, подвергался перестройке. На центральной усадьбе появились машинный двор, мастерские, фермы, типовая средняя школа, Дом культуры с библиотекой, медпункт, административное здание.